# 姉崎 (市原市)
姉崎（あねさき）は、千葉県市原市の姉崎地区にある大字。郵便番号は299-0111。市原市役所姉崎支所が置かれている。

## 概要
市原市最西部に位置する姉崎地区における中心地域である。
110年に姉埼神社が創建し、4世紀後半から7世紀後半にかけて字内の至る所に古墳が建設され、姉崎古墳群として調査が進められるなど、多くの史跡が存在する。
かつては海苔の養殖が盛んで、海水浴などが楽しめるような穏やかな海を臨み、避暑地として東京周辺から観光客が訪れる場所であった。しかし現在は、新たに埋め立てられた姉崎海岸において、大規模な石油化学コンビナートが形成されており、日本有数の工業都市の一角を成している。そのため、漁業や観光業が栄えていた面影はほとんど残っていない。

## 地理

### 地形
姉崎海岸との境界付近にある水路岸が、埋め立て以前の海岸線であった。椎津川の東岸が大字姉崎にあたり、基本的には平坦な地形を示すが、姉ケ崎駅から2kmほど南東にある姉埼神社付近の字宮山、字宮山台、字山王山付近は急激に標高が高くなっている。県道13号線との合流付近にあたる椎津変電所前の交差点から姉埼神社方面へ続くぼらぎ坂は、特に急な坂道として知られる。また、標高の高低に関わらず広く古墳が分布しており、姉埼古墳群を形成している。

### 河川
- 椎津川

### 地価
令和4年時点の地価公示は以下の通りである。
- 姉崎字宮ノ下2236番地5 -  54,200円/m2（都道府県調査）
- 姉崎字浜町220番地1 - 54,000円/m2（都道府県調査）
- 姉崎字下金尾728番地12外 - 48,400円/m2（国土交通省調査）
- 姉崎字芝田1092番地8 - 45,600円/m2（都道府県調査）
- 姉崎字権現堂2427番地18 - 40,000円/m2（国土交通省調査）

### 隣接町丁字
北は今津朝山、東は畑木、西は姉崎東及び姉崎西と椎津、南は青葉台に接している。

## 歴史

### 沿革
江戸時代は、上総国市原郡に属する姉ヶ崎村であった。

#### 年表
- 110年（景行天皇40年） - 日本武尊により現在の姉崎字宮山にて姉埼神社が建立される。
- 1873年（明治6年） - 姉崎小学校が妙経寺に開校。
- 1889年（明治21年） - 町村制施行に伴い周辺の村と合併し鶴牧村の一部となる。
- 1891年（明治23年） - 町制施行に伴い市原郡姉崎町の一部となる。
- 1912年（明治45年）3月28日 - 国鉄木更津線の姉ケ崎駅が開業[15]。
- 1947年（昭和22年） - 姉崎町立姉崎中学校が開校[16]。
- 1959年（昭和34年） - 姉崎海岸の埋め立てが完了[16]。
- 1963年（昭和38年）5月1日 - 市原市市制施行に伴い姉崎地区の一部となる[16]。
- 1971年（昭和46年）
  - 4月1日 - 市原市立明神小学校が開校[16]。
  - 青葉台団地の開発に伴う行政地名の変更に伴い範囲縮小[16]。
- 1980年（昭和55年）5月1日 - 市原市役所姉崎支所が姉崎字山王山の旧市原市立姉崎中学校跡地に移転[16]。
- 1983年（昭和58年）4月1日 - 市原市立姉崎東中学校が開校[16]。
- 2017年（平成29年）5月27日 - 駅前整理事業換地処分に伴う行政地名変更により範囲縮小[16]。
- 2021年（令和3年）9月27日 - 平成通り（姉崎地区）が暫定片側1車線開業。

## 世帯数・人口
2022年（令和4年）4月1日現在の世帯数と人口は以下の通りである。
| 町丁字 | 世帯数    | 人口     |
| ------ | --------- | -------- |
| 姉崎   | 5,919世帯 | 11,086人 |

## 通学区域
市立小学校・市立中学校及び県立高等学校の通学区域は以下の通りである。
| 町丁字 | 範囲 | 小学校               | 中学校               | 高等学校 |
| ------ | ---- | -------------------- | -------------------- | -------- |
| 姉崎   | 一部 | 市原市立姉崎小学校   | 市原市立姉崎中学校   | 第９学区 |
| 姉崎   | 一部 | 市原市立明神小学校   | 市原市立姉崎中学校   | 第９学区 |
| 姉崎   | 一部 | 市原市立青葉台小学校 | 市原市立姉崎東中学校 | 第９学区 |

## 施設

### 公共・行政
- 市原市役所姉崎支所
- 市原市立姉崎公民館

### 教育・福祉・医療

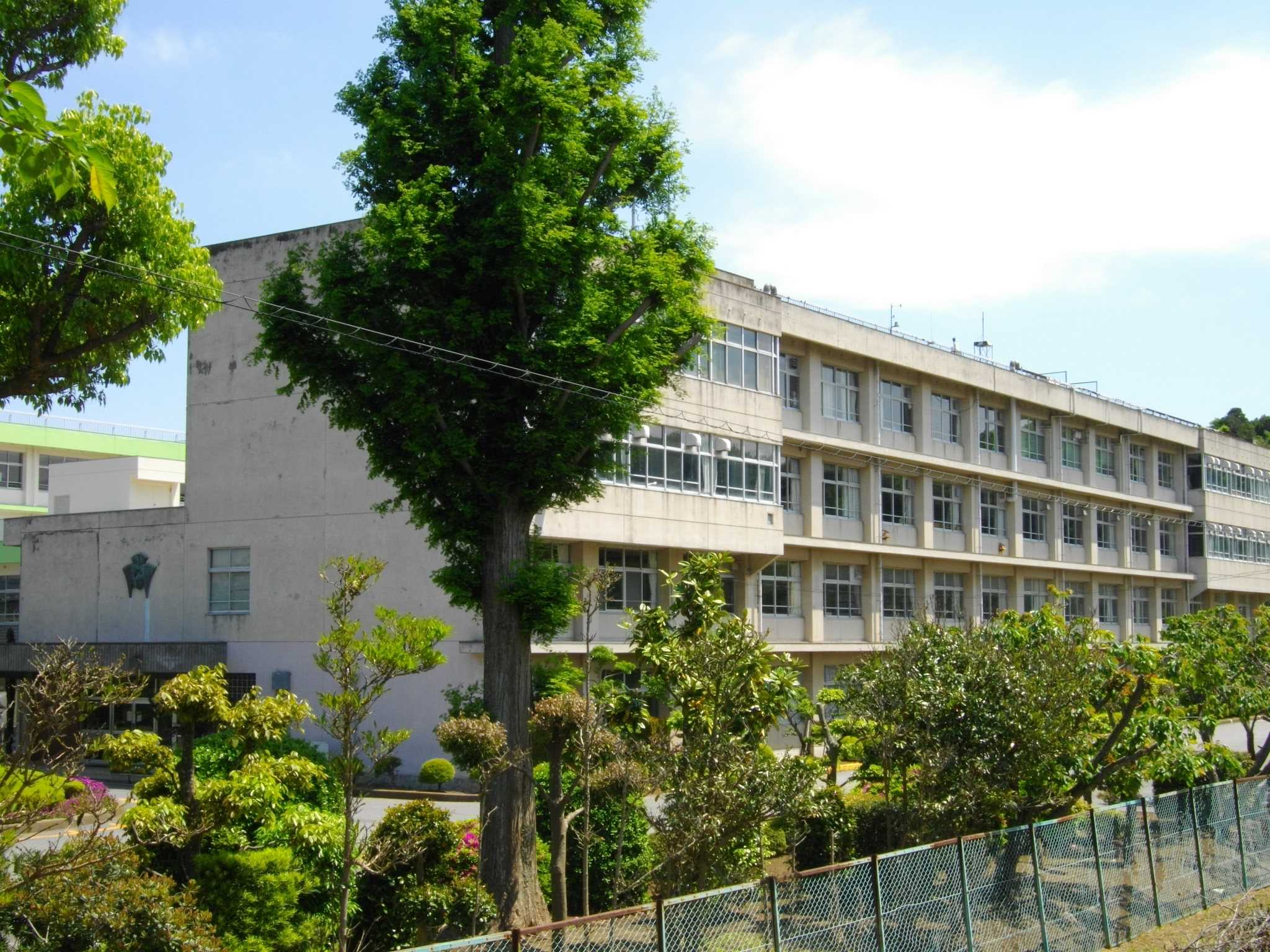
千葉県立姉崎高等学校

- 市原市立明神小学校
- 市原市立姉崎中学校
- 市原市立姉崎東中学校
- 千葉県立姉崎高等学校
- 青葉台幼稚園
- 市原市立姉崎認定こども園
- つぼみの森第二保育園
- 帝京大学ちば総合医療センター

### スポーツ
- 姉崎公園

### 大規模小売店舗
- イトーヨーカドー姉崎店

## 史跡
- 姉埼神社
- 妙経寺
- 姉崎古墳群
  - 姉崎天神山古墳
  - 姉崎二子塚古墳
  - 姉崎山王山古墳
  - 鶴窪古墳
  - 六孫王原古墳
  - 姉崎妙経寺古墳群

## 交通
都心からのアクセスに関しては、東京都千代田区の東京駅から最寄り駅である姉ケ崎駅まで、京葉線経由の特急さざなみ号で最速47分、京葉線経由の通勤快速で最速50分、京葉線経由の快速で最速59分、総武快速線経由の快速で最速63分となっている。なお姉ケ崎駅は、経由する全ての定期列車が停車する。

### 鉄道
- 東日本旅客鉄道
  -    内房線：姉ケ崎駅

### バス
字内を通過する一般路線バスは以下の通りである。
| 運行会社 | 系統・路線         | 種別               | 運行区間                              | 経由                                         | 備考       |
| -------- | ------------------ | ------------------ | ------------------------------------- | -------------------------------------------- | ---------- |
| 小湊鐵道 | 姉01系統           | 普通               | 姉ケ崎駅東口 - 青葉台グリーンタウン   | 姉崎高校前                                   |            |
| 小湊鐵道 | 姉02系統           | 普通               | 姉ケ崎駅東口 - 帝京大学医療センター   | 姉崎高校前、青葉台グリーンタウン             |            |
| 小湊鐵道 | 姉03系統           | 普通               | 姉ケ崎駅東口 - 帝京大学医療センター   | 姉崎高校前                                   |            |
| 小湊鐵道 | 姉04系統           | 普通               | 姉ケ崎駅東口 - いちはら緑園都市       | 勾当水、有秋台団地下                         |            |
| 小湊鐵道 | 姉05系統           | 普通               | 姉ケ崎駅東口 - いちはら緑園都市       | 勾当水、有秋台団地                           |            |
| 小湊鐵道 | 姉06系統           | 普通               | 姉ケ崎駅東口 - 有秋台団地             | 勾当水                                       |            |
| 小湊鐵道 | 姉07系統           | 普通               | 姉ケ崎駅東口 - 光風台駅               | 勾当水、有秋台団地下                         |            |
| 小湊鐵道 | 姉21系統           | 普通               | 姉崎ターミナル - 青葉台グリーンタウン | 姉崎高校前                                   | [ 注釈 1 ] |
| 小湊鐵道 | 姉23系統           | 普通               | 姉崎ターミナル - 帝京大学医療センター | 姉崎高校前                                   | [ 注釈 1 ] |
| 小湊鐵道 | 姉24系統           | 普通               | 姉崎ターミナル - いちはら緑園都市     | 勾当水、有秋台団地下                         |            |
| 小湊鐵道 | 姉25系統           | 普通               | 姉崎ターミナル - いちはら緑園都市     | 勾当水、有秋台団地                           |            |
| 小湊鐵道 | 姉26系統           | 普通               | 姉崎ターミナル - 有秋台団地           | 勾当水                                       |            |
| 小湊鐵道 | 姉27系統           | 普通               | 姉崎ターミナル - 有秋台団地           | 勾当水、有秋台団地下                         |            |
| 小湊鐵道 | 姉28系統           | 普通               | 姉崎ターミナル - 光風台駅             | 勾当水、有秋台団地下、緑園都市ターミナル     |            |
| 小湊鐵道 | 姉30系統           | 普通               | 姉ケ崎駅東口 - 光風台駅               | 姉崎高校前、帝京大学医療センター             |            |
| 小湊鐵道 | 姉34系統           | 普通               | 姉ケ崎駅東口 - コストコ物流センター   | 姉崎高校前、帝京大学医療センター             |            |
| 小湊鐵道 | 長02系統           | 普通               | 長浦駅 - 姉ケ崎駅西口                 | 姉崎ターミナル、姉崎 (別荘下)                |            |
| 小湊鐵道 | 五23系統           | 普通               | 五井駅西口 - 姉ケ崎駅西口             | アピタ前                                     |            |
| 小湊鐵道 | 八21系統           | 普通               | 八幡宿駅西口 - 姉ケ崎駅東口           | 君塚、五井駅西口、白塚、大道下               |            |
| 小湊鐵道 | 八22系統           | 普通               | 八幡宿駅西口 - 姉崎 (別荘下)          | 君塚、五井駅西口、白塚、大道下、姉ケ崎駅東口 |            |
| 小湊鐵道 | あおばす           | 普通               | 姉ケ崎駅東口 - 帝京大学医療センター   | 姉崎中学校、みどりヶ丘中央                   |            |
| 小湊鐵道 | あおばす           | 急行               | 姉ケ崎駅東口 - ダイアパレス           | 姉崎中学校、みどりヶ丘中央                   |            |
| 日東交通 | 姉ヶ崎・桜台団地線 | 姉ヶ崎・桜台団地線 | 姉ヶ崎駅前 - 桜台団地・茅野           | 姉ヶ崎中前                                   |            |

### 道路

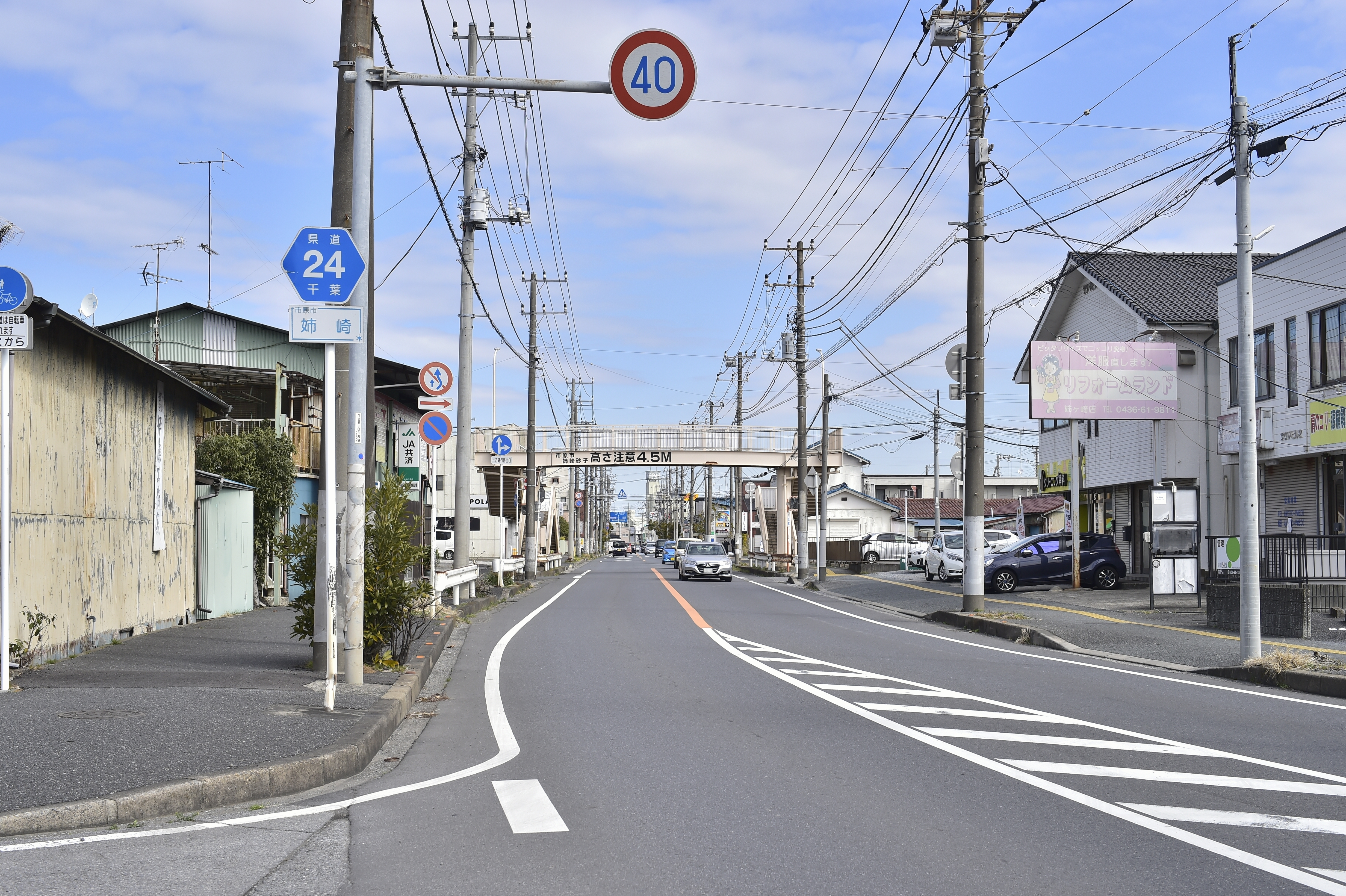
千葉県道24号

#### 県道
- 千葉県道13号市原茂原線
- 千葉県道24号千葉鴨川線
- 千葉県道287号袖ケ浦姉ケ崎停車場線

#### 主要市道
- 市原市道6号八幡椎津線（平成通り）

## 小字
姉崎字内の小字は以下の通りである。なお、現在では大字が変更されていたり、町丁が新設されるなどして消滅或いは範囲が縮小しているものがある。

### あ行
| - 鐙田（あぶみだ） - 油田（あぶらだ） - 天谷（あまやつ） - 天谷台（あまやつだい） - 居合塚（いあいづか） - 飯ノ実田（いいのみだ） - 砂子（いさご） | - 居下（いじた） - 稲荷山（いなりやま） - 請納内（うけのうち） - 後谷（うしろやつ） - 後谷台（うしろやつだい） - 上金尾（うわがなお） | - 運上山（うんじょうやま） - 江子田（えこだ） - 大川岸（おおがし） - 大清水（おおしみず） - 大清水台（おおしみずだい） - 大塚（おおつか） | - 大道（おおみち） - 大宮田（おおみやだ） - 大谷（おおやつ） - 大山（おおやま） - 大山台（おおやまだい） - 御休所 (おやすど) |

### か行
| - 柏崎（かしわざき） - 蟹田（かにだ） - 蒲沼（かばぬま） - 上小松原（かみこまつばら） - 上反橋（かみそりばし） - 上菜飯（かみなめし） - 上野合（かみのあい） - 上明神新田（かみみょうじんしんでん） - 上矢田（かみやだ） | - 北ノ端（きたのはし） - 北山（きたやま） - 木戸窪（きどくぼ） - 木戸脇（きどわき） - 木戸ノ下（きどのした） - 君作（きみさく） - 牛田（ぎゅうだ） - 京田（きょうでん） - 鞍掛（くらかけ） | - 毛尻（けじり） - 毛尻下（けじりした） - 匂当水（こうとうすい） - 御祭免（ごさいめん） - 腰巻（こしまき） - 五反田（ごたんだ） - 小松原新田（こまつばらしんでん） - 小谷台（こやつだい） - 権現堂（ごんげんどう） |

### さ行
| - 座主山（ざおうざん） - 境町（さかいまち） - 坂口（さかぐち） - 坂ノ上（さかのうえ） - 下り松（さがりまつ） - 三反田（さんたんだ） - 山王（さんのう） - 山王山（さんのうさん） - 山王山下（さんのうさんした） - 山谷（さんや） - 山谷下（さんやした） - 山谷出戸（さんやでど） - 山谷前（さんやまえ） | - 塩辛（しおから） - 塩田沼（しおだぬま） - 下菜飯（したなめし） - 下野合（したのあい） - 芝田（しばた） - 下金尾（しもがなお） - 下小松原（しもこまつばら） - 下大六天（しもだいろくてん） - 下明神新田（しもみょうじんしんでん） - 下矢田（しもやだ） - 上田耕地（じょうだこうち） - 新宿（しんじゅく） - 新町下（しんちょうした） | - 神明（しんめい） - 神明前（しんめいまえ） - 須軽田（すかるだ） - 須軽田台（すかるだだい） - 堰頭（せきがしら） - 堰上（せきがみ） - 堰ノ下（せきのした） - 堰鼻（せきばな） - 堰谷（せきやつ） - 堰山（せきやま） - 堰山台（せきやまだい） - 反橋（そりばし） |

### た行
| - 台ノ西（だいのにし） - 台ノ東（だいのひがし） - 台畑（だいばたけ） - 台谷（だいやつ） - 大六天（だいろくてん） - 大六天前（だいろくてんまえ） - 高田（たかだ） - 蛸田（たこだ） | - タヤノ下（たやのした） - 鎮守谷（ちんじゅやつ） - 鎮守谷台（ちんじゅやつだい） - 太夫田（だゅうだ） - 茶畑（ちゃばたけ） - 鶴窪（つるくぼ） - 出崎台（でさきだい） - 寺ノ下（てらのした） | - 寺山（てらやま） - 寺山台（てらやまだい） - 天神山（てんじんやま） - 堂ノ内（どうのうち） - 道下（どうした） - 道本塚（どうもとづか） - 藤谷原新田（とうやはらしんでん） - 徳部台（とくべだい） - 鞦田（とりかいだ） |

### な行
| - 苗代割（なえしろわり） - 中下（なかした） - 永津（ながづ） - 永津前（ながづまえ） - 中田（なかだ） - 仲町（なかちょう） - 仲町川岸（なかちょうがし） - 中票（なかびょう） - 中野（なかの） | - 西野（にしの） - 西野大窪（にしのおおくぼ） - 西野大窪台（にしのおおくぼだい） - 西野大割（にしのおおわり） - 西野北割（にしのきたわり） - 西野中台（にしのなかだい） - 西野東割（にしのひがしわり） - 西野南割（にしのみなみわり） | - 西谷（にしやつ） - 二ﾀ子（にたご） - 二反町（にたんちょう） - 二枚橋（にまいばし） - 入定塚（にゅうじょうづか） - 沼（ぬま） - 根崎（ねざき） - 根田（ねだ） |

### は行
| - 橋戸（はしど） - 八反歩（はったんぶ） - 八反歩下（はったんぶした） - 花貫（はなぬき） - 鼻畑（はなばたけ） - 馬場（ばば） - 浜町（はまちょう） | - 浜町川岸（はまちょうがし） - 原（はら） - 東原（ひがしばら） - 白尾（びゃくび） - 広沢（ひろさわ） - 広谷（ひろやつ） - 広谷台（ひろやつだい） | - 藤根（ふじね） - 平治窪（へじくぼ） - 辺田（へだ） - 辯財天（べんざいてん） - 細谷（ほそやつ） - 堀ノ前（ほりのまえ） - 本町（ほんちょう） |

### ま行
| - 前新田（まえしんでん） - 松作（まつざく） - 松作入口（まつざくいりぐち） - 松作台（まつざくだい） - 松山下（まつやました） - 丸田（まるた） - 丸山（まるやま） - 見立林（みたてばやし） | - 箕輪（みのわ） - 箕輪台（みのわだい） - 宮窪（みやくぼ） - 宮ノ下（みやのした） - 宮ノ下割（みやのしたわり） - 宮ノ後（みやのうしろ） - 宮ノ台 (みやのだい) | - 宮ノ向（みやのむこう） - 宮山（みややま） - 向川原（むこうがわら） - 向神明（むかいしんめい） - 麦塚（むぎつか） - 向畑（むこうばた） - 葎堰（むぐらせき） |

### や行
| - 安居尻（やすいじり） - 谷（やつ） - 谷ノ上（やつのうえ） - 谷畑（やつばたけ） | - 柳流（やなぎりゅう） - 山越（やまこし） - 山ノ神（やまのかみ） | - 要害（ゆうげ） - 養老町（ようろうちょう） - 横地前（よこちまえ） | - 葭谷（よしや） - 葭谷下（よしやした） - 四ツ堀合（よつほりあい） |

### ら行
| - 蓮ケ窪（れんがくぼ） - 六畝割（ろくせわり） | - 六孫王原（ろくそんのうばら） - 脇畑（わきばた） | - 鰐口（わにぐち） |

### 補足
1. 1 2 3 4 5 6 7 8 9 10 11 12 13 14 15 16 17 18 19 20 21 22 23 24 25 26 27 28 29 30 31 32 33  現在は一部或いは全範囲の町丁が「青葉台」となり、消滅している可能性がある。
2. 1 2 3 4 5 6 7 8 9 10 11 12 13 14 15 16 17 18 19 20 21 22 23 24 25 26 27 28 29 30 31 32 33 34 35 36 37 38 39 40 41 42 43 44 45  現在は一部又は全範囲の大字が天羽田となっている。
3. 1 2 3 4 5 6 7 8 9 10 11 12 13 14 15 16 17 18  現在は一部或いは全範囲の町丁が「姉崎東」または「姉崎西」となり、消滅している可能性がある。

## 関連する著名人
- ヨネスケ（桂米助　落語家、タレント）
- 岡島一正（政治家）
- 歌広場淳（歌手）